# Uradiophora athanasi
Uradiophora athanasi is een soort in de taxonomische indeling van de Myzozoa, een stam van microscopische parasitaire dieren. Het organisme komt uit het geslacht Uradiophora en behoort tot de familie Uradiophoridae. Uradiophora athanasi werd in 1924 ontdekt door Poisson.